# Meigenia musca
Meigenia musca là một loài ruồi trong họ Tachinidae.